# KV54
KV54 (Kings' Valley 54) è la sigla che identifica una delle tombe della Valle dei Re in Egitto; sconosciuto il titolare.
Scoperta nel 1907 da Edward Russell Ayrton per conto di Theodore Davis, è costituita da un semplice pozzo profondo poco più di un metro. Benché molto povera dal punto di vista architettonico e per questo inserita tra le tombe minori della Valle, ha una sua particolare importanza nella storia delle ricerche egittologiche.

## Storia del sito archeologico
Situata nei pressi della tomba di Sethy I (KV17), conteneva circa una dozzina di grandi giare sigillate. All'interno delle giare si trovarono reperti assortiti ed oggetti accuratamente impacchettati. Il contenuto era formato da ceramiche, piatti, sacchi di natron, ossa animali, collane di fiori e lini su cui era scritto un testo datato agli ultimi anni dell'allora poco conosciuto faraone Tutankhamon.
Nel 1909 Davis donò i reperti che gli era stato concesso di portare via dall'Egitto (il contenuto di sei delle giare),, considerati di scarso valore, al Metropolitan Museum of Art di New York, dove ancora sono esposti. Uno dei pezzi più importanti, tuttavia, era un pezzo di lino con la scritta in ieratico: Il buon dio, Signore delle Due Terre, Neb-kheperu-ra, amato da Min. Lino dell'anno 6. . Si trattava del prenome di Tutankhamon. In quell’occasione Davis dichiarò alla stampa, perciò, di aver trovato la tomba di Tutankhamon; pubblicò nel 1912 i propri ritrovamenti in un libro intitolato Tombs of Harmhabi and Touatankhamanou ), e dichiarò altresì che ormai nulla aveva più la Valle dei Re da offrire sotto il profilo della ricerca egittologica.
Il ritrovamento, in sé, era da ritenersi di scarso valore, ma fornì la riprova che era effettivamente esistito un faraone di tale nome di cui poco o nulla si conosceva.
Nel 1915, Howard Carter venne assunto, quale archeologo esperto da Lord Carnarvon. Ritenendo che le ricerche di Davis fossero specialmente indirizzate nella parte visibile della Valle dei Re, Carter intuì che la scoperta di KV54 non costituiva la tomba di Tutankhamon e che considerati i depositi alluvionali accumulatisi nel corso dei millenni, molto fosse ancora da scoprire scavando e raggiungendo lo strato "0", ovvero quello che doveva effettivamente essere il piano di calpestio all'epoca in cui le sepolture erano state eseguite
Nel 1912, inoltre, Carter aveva acquistato da un antiquario locale tre placche da bracciali che recavano i titoli regali di Tutankhamon e che erano stati dichiaratamente rinvenuti nei pressi della tomba di Amenhotep III (KV22) . 
Nel 1915, ottenuti i finanziamenti da Lord Carnarvon, Carter proseguì perciò nello svuotamento di KV22 rinvenendo ulteriori tracce di Tutankhamon ed iniziando una campagna di scavo sistematica nei pressi, ma i lavori vennero sospesi per lo scoppio della prima guerra mondiale.
Quando nel 1922 fu scoperta davvero la tomba di Tutankhamon (KV62), furono trovati oggetti simili a quelli rinvenuti in KV54 disordinatamente sparsi nel corridoio d'entrata
; si ipotizzò, perciò, che o il materiale di imbalsamazione d’avanzo fosse stato depositato in KV54 dopo le ultime operazioni di sepoltura del re unitamente alle corone indossate dalle prefiche o che, nel corso di un’incursione ladresca, fosse stato asportato materiale comunque prezioso, come gli oli e le essenze, e che KV54 fosse, perciò, un deposito dei ladri per la spartizione del bottino. Successivamente, per impedire nuovi saccheggi, i sacerdoti della Valle dei Re avrebbero riempito il corridoio di KV62 di detriti.

## Galleria d'immagini

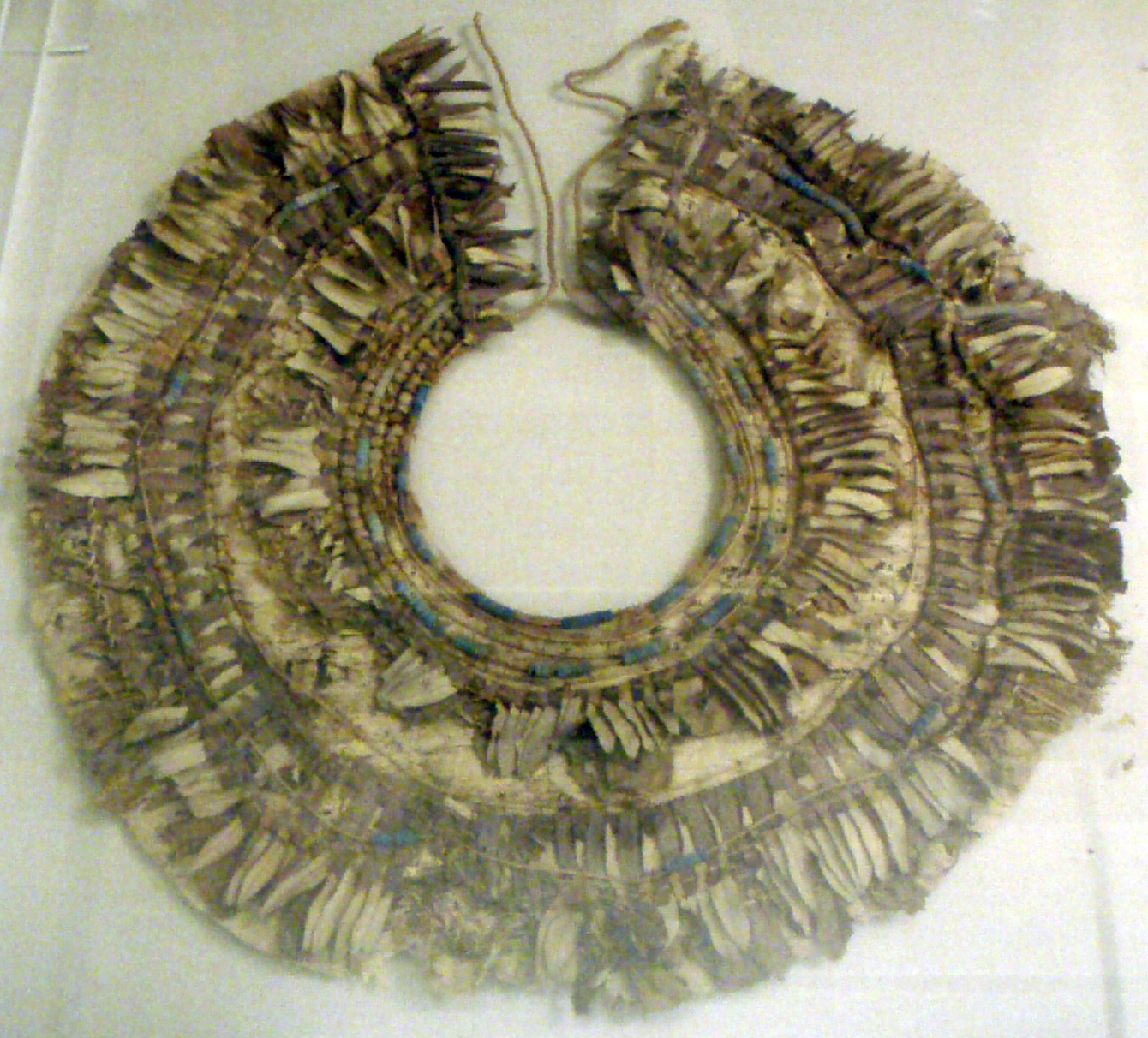
Collare di fiori trovato nella KV54, Metropolitan Museum of Art di New York.
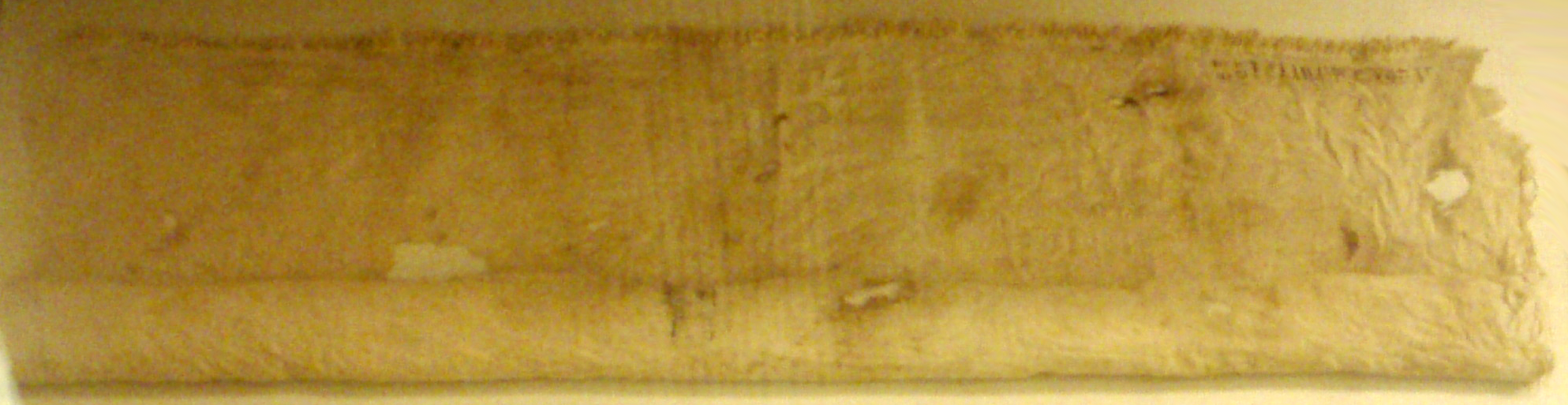
Lino con scrittura ieratica del prenome di Tutankhamon (Neb-kheperu-ra), e indicazione dell’anno 6 di regno, Metropolitan Museum of Art di New York.
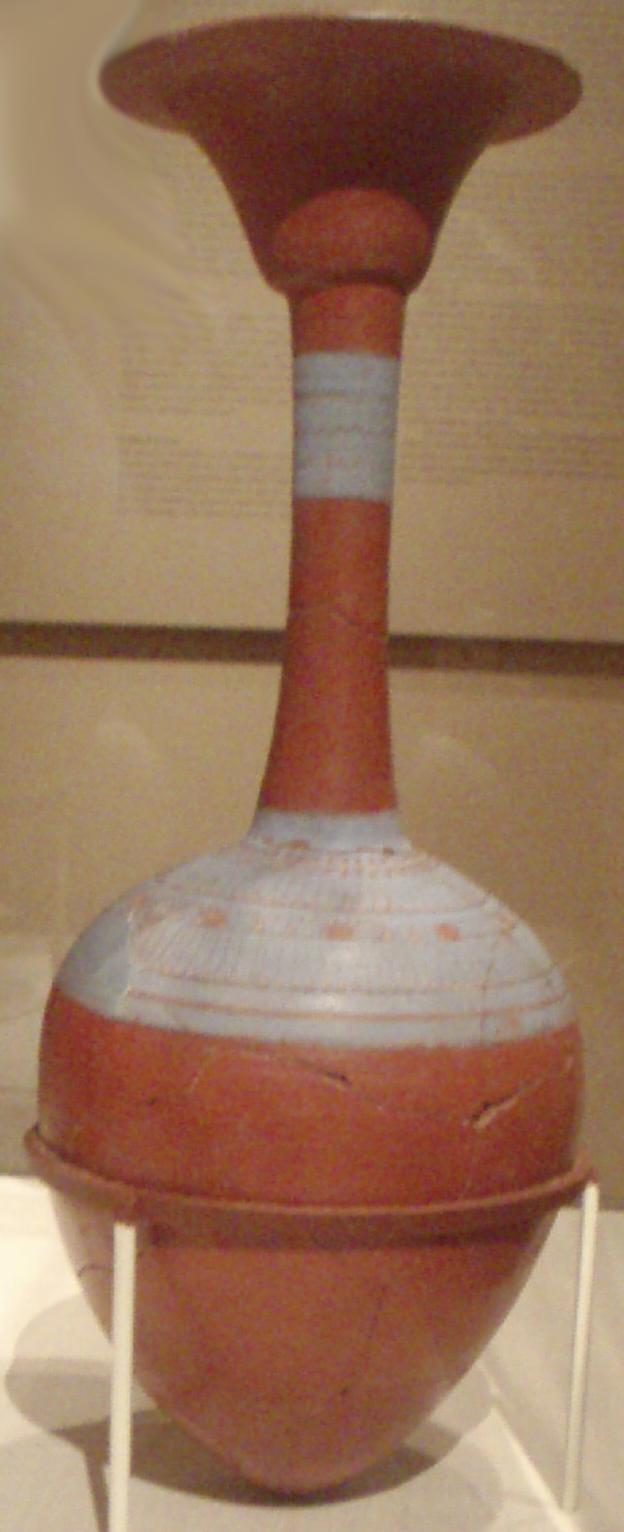
Bottiglia dal collo lungo con motivo di decorazione floreale, Metropolitan Museum of Art di New York.

### Annotazioni
1. ↑  Le tombe vennero classificate nel 1827, dalla numero 1 alla 22, da John Gardner Wilkinson in ordine geografico. Dalla numero 23 la numerazione segue l’ordine di scoperta.
2. ↑  Si tratta dei termini francesi per fare riferimento a Horemheb e Tutankhamon.

### Fonti
1. ↑  Forbes, p. 517.
2. ↑  Forbes, p. 321.
3. ↑   Dylan Bickerstaffe, Embalming Caches in The Valley of the Kings, in KMT: A Modern Journal of Ancient Egypt, vol. 18, n. 2, KMT Communications, 2007,  p. 49.
4. ↑  Nicholas Reeves e Richard Wilkinson, The complete valley of the Kings, New York, Thames & Hudson, 2000, p. 81.
5. ↑  Reeves e Wilkinson (2000), p. 125.